# オフサイド
オフサイド（Off Side）とは、団体球技でプレー禁止区域を定めたルール。

## 起源
起源は中世のイングランドにさかのぼる。当時の「原始フットボール」は、数百人から数千人の大人数が手と足を使って勝敗を争っていた。
当時の試合は町と町との対抗戦として年に1度の祝祭であり、死者も出るほど激しかった。けが人や死人が出る激しい戦いの中、自チームを離れて敵の男たちの中にこそこそ入る行為は、卑怯な行為とされた。また、1点先取で勝負を決めていたことから、卑怯な手段で（楽しい）ゲームを早く終わらせてしまう行為は戒められ「オフサイド」のルールへ発展した。
また近世、大英帝国の植民地国家に、フットボールは被支配国民の慰撫スポーツとして利用され、この際に試合の白熱化が一国の暴動に化するのを防ぐために、このルールはさらに厳格化された。この競技で自分のサイドを離れることをオフサイドという。
原始フットボールから多数の近代競技が派生した。オフサイドもその競技内容に応じてさまざまに規定されているが、オフサイドを無くしたオージーフットボールなども存在する。現在各競技で『オフサイド』の基本にある概念は『抜け駆けの禁止』すなわち正々堂々と競技するためのルールになっている。
なおオフサイドではない、合法的にプレーできる領域はオンサイドである。

## オンサイドとオフサイド
フットボールではオンサイドとオフサイドという概念がある。オンサイドとはプレーヤーが合法的にプレーできる領域で、オフサイドはルール上プレーできない領域である。

## ラグビーとサッカーのオフサイド
ラグビーとサッカーは元々その起源を同じくするフットボールであるが、そのため様々な点で類似がみられる。オフサイドもその一つで、オフサイドを取られるプレーは異なるものの、なぜオフサイドが反則となるか？という理由は一緒である。「待ち伏せするプレーは卑怯であるから、反則である」というのは俗説で、起源は中世イングランドの原始フットボールに由来する。
以下にラグビーとサッカーにおけるオフサイドのルールをあげる。

### ラグビーユニオンにおけるオフサイド
日本ラグビーフットボール協会ルールでは、「プレーヤーが一時的にプレーできないことを意味し、かつ競技に参加すれば反則が適用される位置にあることをいう」とされている。一見複雑に見えるが、実際にプレーしてみると比較的単純である。ただしコンタクトプレー（敵味方のぶつかり合い）の最中にはベテランプレーヤーであってもしばしば犯しやすいルールである。
以下の4種類に分類すると分かりやすい。
1. 一般プレーのオフサイド
  - ボール保持者より前の味方選手はオフサイドである。ボール保持者より前に出てしまったプレーヤーはプレーすることができない。
  - たとえば、スクラムから攻撃側のスクラムハーフがスタンドオフにボールを回したら、味方のFW全員がオフサイドの状態になる。スクラムから出てきたFWの選手は、一度、バックスのボール保持者より後方に下がってからプレーに参加する。
2. 密集のオフサイド
  - スクラム、ラック、モールの密集戦の場合は、密集参加者の味方の最後尾の足とゴールラインに平行な線がオフサイドラインとなる。この線を超えた状態で新たにプレイすることは認められていない。
  - したがって、横から密集に参加したらオフサイドである。すでに密集に入っている選手は、密集から離れない限りプレイ続行可能。
  - 唯一の例外としてスクラムでのスクラムハーフは、スクラム内でのボールの位置がオフサイドラインである。
3. ラインアウトのオフサイド
  - ラインアウト時は、ラインアウトの列に並ばないプレーヤーはラインオブタッチ（＝ラインアウトでボールを投入する地点）から双方とも10メートル下がらなければならない（ここがオフサイドラインとなる）。
  - （オフサイドの反則を取られたときも、10メートル下がった位置、もしくはゴールラインのうちいずれか近い方がオフサイドラインとなる。「ノット10m (テンメーター)」[2]あるいは「ノット10mバック」[3]とも呼ばれる）
  - ラインアウトの列に並んだプレーヤーは、ラインオブタッチがオフサイドラインとなる。ラインアウトからモールやラックが形成されれば、ラインオブタッチを味方の最後尾が超えた時点でラインアウト終了となり、オフサイドは解消。バックスも密集の味方最後尾の線まで前進できる。
4. キックのオフサイド
  - ボールをキックした場合は、ボールではなくキッカー当人がオフサイドラインとなるので、キッカーより前にいる味方は全員オフサイドに相当する。彼らをオンサイドにするにはキッカーまたはキッカーより後ろにいたプレーヤーに追い越される必要がある。それゆえキッカー等オンサイドプレーヤーは必死に前へ走って、味方のオフサイドを解消するシーンが見られる。バンザイをしたり後退したりしてレフェリーにプレーに参加する意思がないことを表示するのはこのため。
  - また、キックされたボールの落下点からゴールラインに平行な10メートル以内の区域は、10メートル・オフサイドとなる。キックした側の選手があらかじめその区域にいた場合はオフサイドを取られる。
  - 敵にキックを返された場合やキックチャージが起こった場合は、ボールの位置がオフサイドラインとなる。
  - オフサイドの位置にいるプレーヤーがボールに関与しようとした場合に、オフサイドの反則に当たる。
  - オフサイドポジションにいたプレーヤーは、オンサイドとなる条件（オフサイドラインよりも後ろへ下がる、等）を満たさない限り、オフサイドが継続される。

### サッカーにおけるオフサイド
サッカーにおけるオフサイドは一言で簡潔に述べると、オフサイドポジションにいる選手に対してパスを出す事を禁止するルールと言える。主審からは見えにくいことが多く、オフサイドの判定には副審が重要な役割を果たしている。
オフサイドポジションに居る事自体は反則ではなく、具体的に反則とされるオフサイドポジションは
- 相手陣内にいる。
- ボールより前にいる。
- 相手の2番目に後ろの選手よりゴールラインに近い位置にいる。（通常はゴールキーパーが最後尾なので、前にフィールドプレーヤーが1人いることが目安になる。）

ボールが味方競技者によって触れられるかプレーされた瞬間に、
オフサイドポジションにいた競技者が次のいずれかのプレーを行ったと主審が判断したときに反則となる。
- プレーに干渉する
- 相手の選手に干渉する
- オフサイドポジションにいることによって利益を得る

オフサイドが適用されると、相手の間接フリーキックにより試合は再開される。

## アメリカンフットボールにおけるオフサイド
ボールがスナップされる（動かされる）以前に、ボールの位置より前方（正確にはニュートラルゾーン）に侵入する反則。

## フィールドホッケーにおけるオフサイド
フィールドホッケーでもかつてオフサイドルールがあったが、1996年に廃止されている。

## アイスホッケーにおけるオフサイド
パックより先にアタッキングゾーンに入ったプレーヤーがパックをプレーするとオフサイドとなる。